# Bidaspa maculata
Bidaspa maculata är en fjärilsart som beskrevs av Adalbert Seitz 1908. Bidaspa maculata ingår i släktet Bidaspa och familjen juvelvingar. Inga underarter finns listade i Catalogue of Life.